# أشرف الجدي
أشرف الجدي هو أكاديمي فلسطيني، شغل منصب عميد كلية التمريض في الجامعة الإسلامية في غزة. استشهد بتاريخ 24 أكتوبرعام 2024 في قصف الاحتلال لمدرسة للنازحين بمخيم النصيرات خلال الحرب الفلسطينية الإسرائيلية. يُعد الجدي من الشخصيات العلمية البارزة في قطاع غزة، وهو مختص في الصحة العامة ومُحكم للأبحاث في جامعات عربية وأجنبية.

## حياته العملية
يُعد أشرف الجدي من حُفاظ القرآن الكريم، حيث خاض مسابقة صفوة الحفاظ وفاز فيها، وتمكن من تسميع القرآن الكريم كاملًا في جلسة واحدة. كان لديه 6 أبناء، 4 منهم حفظوا القرآن الكريم كاملًا. بالإضافة إلى ذلك، كان الجدي أحد علماء الصحة العامة في قطاع غزة، وعمل كمحكم ومقيم لأبحاث الترقي في عدة جامعات عربية وأجنبية، بالإضافة إلى تقييمه للأبحاث في المجلة الأمريكية نيرسينج أوبن. حصل على درجة الدكتوراه في الصحة العامة من جامعة بيليفيلد في ألمانيا، كما حصل مؤخرًا على درجة الأستاذية. له العديد من الأبحاث العلمية المنشورة في مجلات وطنية وعالمية. شارك في أعمال مؤتمر التمريض الدولي في جامعة السلطان قابوس في عُمان.